# Römerbrauerei (Bergheim)

Schriftzug ‚Römerbrauerei‘ (Vektorgrafik)

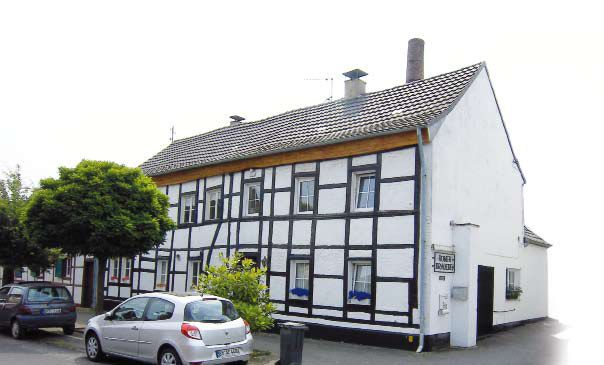
Fachwerkhaus der ehemaligen Römerbrauerei in Bergheim-Thorr

Die Römerbrauerei war eine Brauerei in Bergheim-Thorr im Rhein-Erft-Kreis.
Die Brauerei wurde 1755 gegründet und bis in die 1980er-Jahre von der Familie Roleff betrieben. Die Umbenennung in „Römerbrauerei“ erfolgte 1907 durch Josef Roleff. Der Betrieb produzierte vorrangig obergärige Biere, darunter „Römer-Kölsch“ und „Römer-Alt“.

## Geschichte
Die Geschichte der Brauerei reicht bis ins Jahr 1755 zurück. Ab 1868 führten die Geschwister Roleff die Brauerei, die 1869 von Johann Roleff übernommen wurde. Damals firmierte das Unternehmen unter dem Namen „Bayrische Bierbrauerei“. Im Jahr 1889 wurde ein neues Sudhaus errichtet; neuer Besitzer war zu dieser Zeit Rainer Roleff. Im Fachwerkhaus befand sich in dieser Epoche die Schankwirtschaft „Zum Engel“.  
Im Jahr 1907 übernahm Josef Roleff den Betrieb und gab ihm den Namen „Römerbrauerei“ – in Anlehnung an die nahegelegene Römerstraße (Via Belgica). Die Bevölkerung und der Bierabsatz wuchsen, sodass mehrere Betriebserweiterungen erfolgten. Seit 1911 warb die Brauerei mit dem Slogan: „Bleib der Heimat treu – trink Römer-Bräu“. 
1912 wurde erstmals elektrisches Licht in der Brauerei installiert. In den 1950er-Jahren kam es zu wirtschaftlichen Schwierigkeiten; am Rosenmontag 1956 meldete die Römer-Brauerei OHG Konkurs an. Braumeister Max Didusch, ein Bayer, übernahm die Betriebsleitung. Nach einem Vergleich mit der Oberkasseler Brauerei kam es durch erhebliche Umsatzsteigerungen zu einem erneuten Aufschwung, und das Unternehmen wurde drei Jahre später in eine Kommanditgesellschaft umgewandelt.  
1962 erfolgte die Modernisierung des Sudhauses; gleichzeitig begann man mit der Herstellung und Abfüllung von Fruchtsäften und Limonaden. Der Preis für ein Glas Kölsch stieg von 0,35 DM auf 0,40 DM. Im Jahr 1970 nahm die Römerbrauerei als erste im damaligen Kreis Bergheim „Pittermännchen“ (3,8-Liter-Fässer) ins Sortiment auf. In den 1970er-Jahren erreichte der Ausstoß bis zu 30.000 hl pro Jahr.
Nach wirtschaftlichen Schwierigkeiten in den 1980er-Jahren übernahm die Dortmunder Actien-Brauerei (DAB) den Betrieb. 1986 wurde die Brauerei geschlossen.  
Nach der Stilllegung lag das Gelände mehrere Jahre brach. Das Amt für Denkmalschutz setzte sich in den 1980er-Jahren für die Unterschutzstellung der Anlage ein – entgegen der Position der damaligen Eigentümer.  
Später erwarb die Bildhauerin, Fotografin und Installationskünstlerin Magdalena Jetelová das Areal. In Thorr lebt und arbeitet sie auf dem ehemaligen Brauereiareal, das sie seit der Unterschutzstellung im Jahr 1989 schrittweise und in enger Abstimmung mit dem Denkmalschutz zu einem Ensemble aus Atelier-, Galerie-, Wohn- und Büroflächen sowie einer parkähnlich gestalteten Außenanlage entwickelt hat.

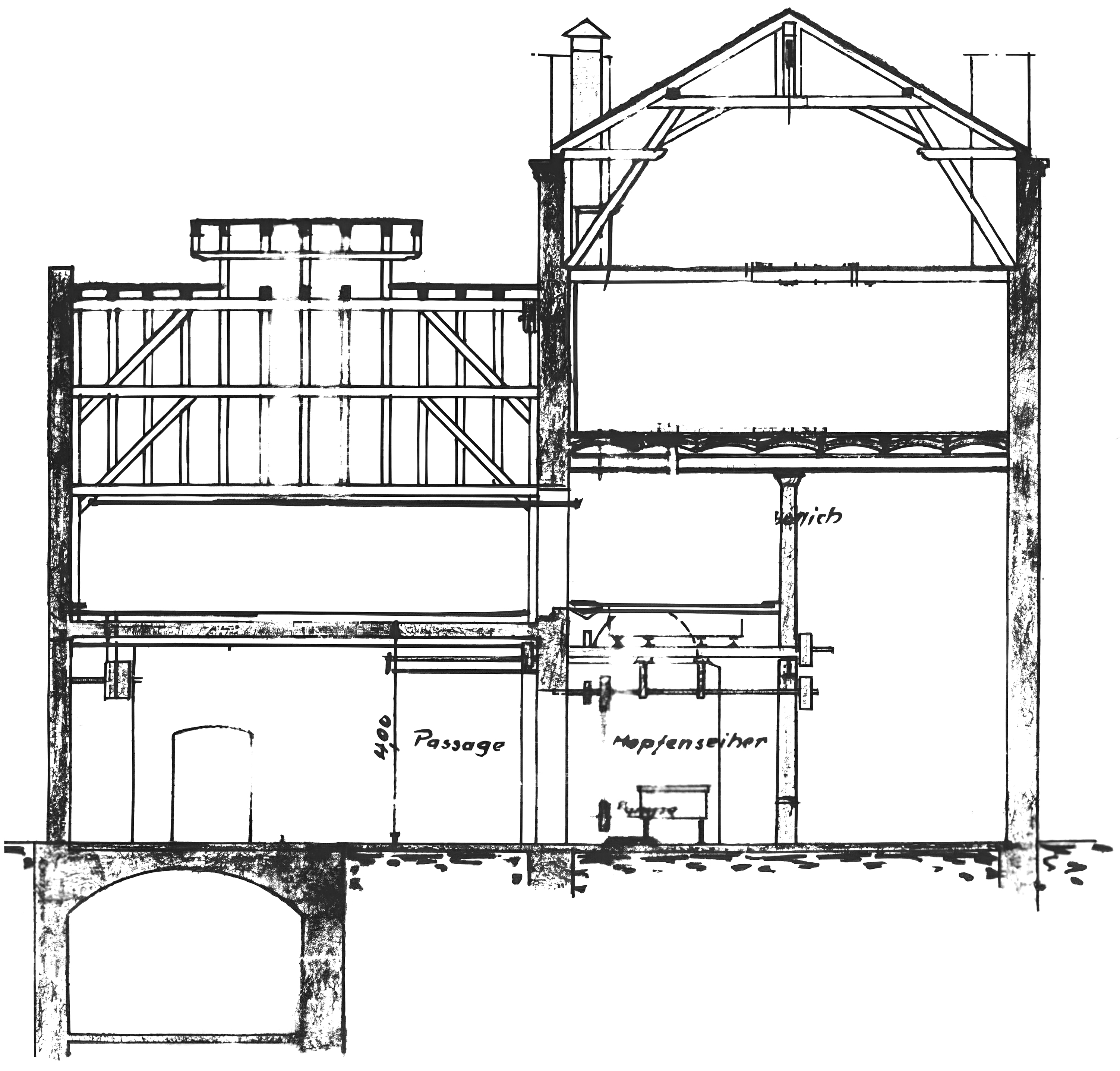
Illustration der Braustätte, das größte Gebäude auf dem Areal der Römerbrauerei

## Architektur und Nachnutzung
Die Römerbrauerei erstreckte sich über ein Ensemble aus sechs historischen Gebäuden auf einer Gesamtfläche von 3.723 m². Die Hauptbauten gruppieren sich in annähernd quadratischer Anordnung um eine zentrale, parkähnlich gestaltete Hoffläche, die früher als Wirtschaftshof und Zugang diente. Das Ensemble veranschaulicht die gewachsene Struktur eines Brauereibetriebs mit funktionaler Trennung zwischen Produktion, Verwaltung, Wohnen und Versorgung.
Zu den erhaltenen Baukörpern gehören unter anderem die repräsentative Weiße Villa (Villa Klara) aus den 1920er-Jahren, die der Familie Roleff als Wohn- und Verwaltungsgebäude diente, sowie zwei flankierende Ziegelhäuser, die ursprünglich als Stall- und Wirtschaftsgebäude genutzt wurden. Das Brauhaus mit Sudhaus bildet den industriellen Kern der Anlage. Ergänzt wird das Ensemble durch das Fachwerkhaus an der Römerstraße 68, das zu den ältesten Teilen des Komplexes zählt. Es beherbergte die ehemalige Brauereigaststätte „Zum Engel“. Über dem Eingangsbereich ist noch heute eine stilisierte Engelsform als Fassadenelement zu erkennen – ein verbliebenes architektonisches Detail, das auf den historischen Gaststättenbetrieb verweist.
Etwas zurückgesetzt hinter dem Brauhaus, mit Zufahrt über den Südring, befindet sich das ehemalige Lagergebäude der Brauerei. Es diente einst der Lagerung von Bierfässern und Vorräten. Der gesamte Gebäudeverbund zeigt in seiner heutigen Erscheinung eine sorgfältige Kombination aus denkmalgerechter Erhaltung und zeitgemäßer Umnutzung, die dem historischen Ort eine neue gestalterische und kulturelle Funktion verliehen hat.

## Denkmal
Die gesamte Anlage der ehemaligen Römerbrauerei steht unter Denkmalschutz. Der Hauptkomplex wurde im Jahr 1989 mit der Denkmalnummer 46 in die Denkmalliste der Stadt Bergheim eingetragen. Im Jahr 1990 folgten die Weiße Villa (Nr. 64) und das Fachwerkhaus an der Römerstraße 68 (Nr. 65) als eigenständige Denkmaleinträge.
Die damalige Eigentümerin, die Dortmunder Actien-Brauerei, legte 1988 Einspruch gegen die Eintragung ein. In einem Schreiben vom 13. Oktober 1988 heißt es:

„Die Brauerei wurde bereits Ende 1985 als Produktionsstätte aus wirtschaftlichen Gründen stillgelegt. […] Die noch verwendbaren Maschinen, Silos und Kesselanlagen wurden demontiert und veräußert. Das öffentliche Interesse an Erhaltung des Gebäudes ist entfallen […]. Die Gebäude werden nicht mehr instand gehalten, da sie auch nicht mehr genutzt werden.“

## Produkte und Vertrieb

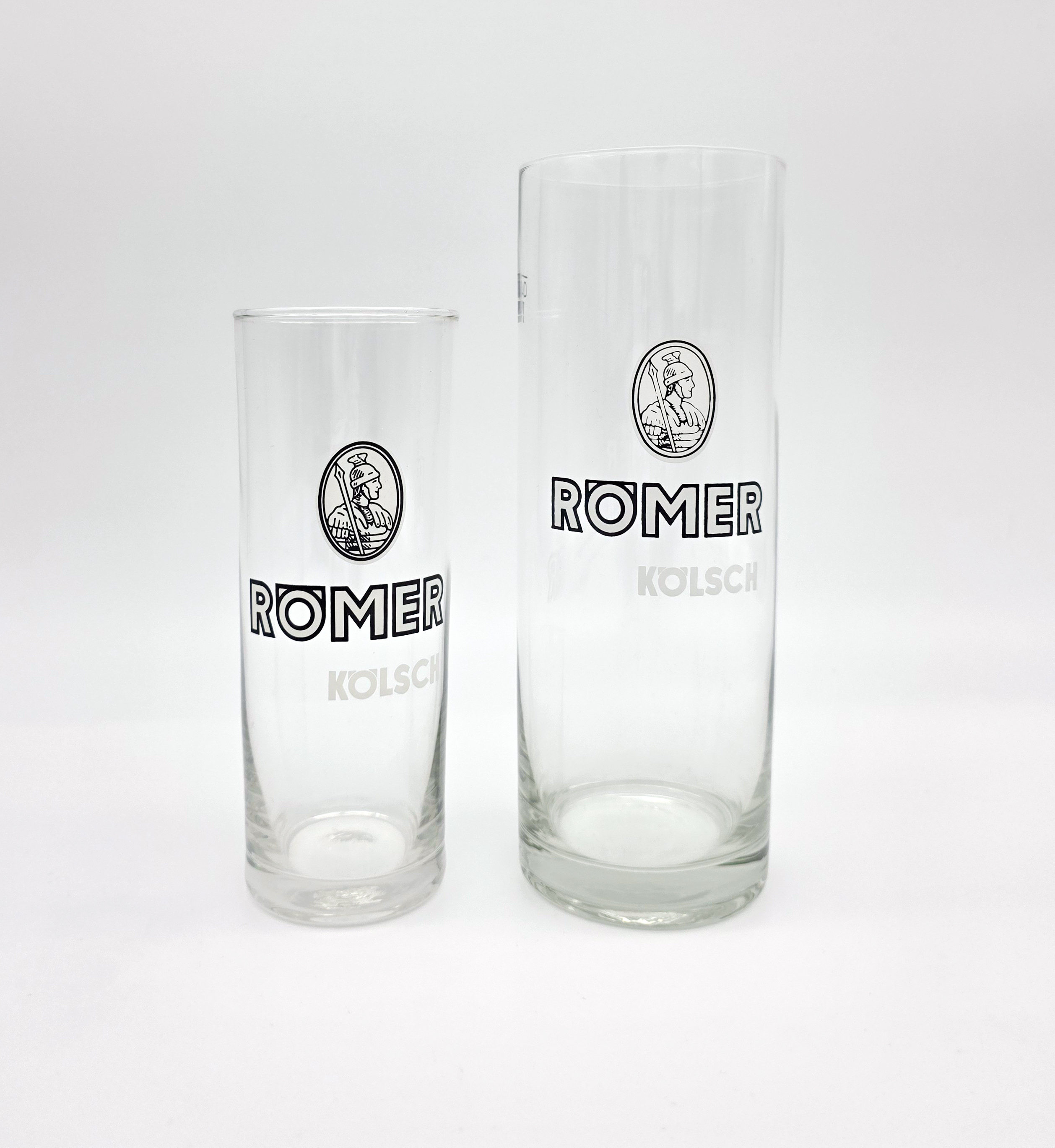
Biergläser (0,2 und 0,4 Liter)

Die Römerbrauerei stellte überwiegend obergärige Biere her, darunter insbesondere die Sorten Römer-Kölsch und Römer-Alt. Im regionalen Handel war die Brauerei unter dem Namen „Römer-Bräu“ bekannt. Bereits im Adressbuch des Kreises Bergheim von 1911 warb das Unternehmen mit dem Slogan: „Bleib der Heimat treu – trink Römer-Bräu“.

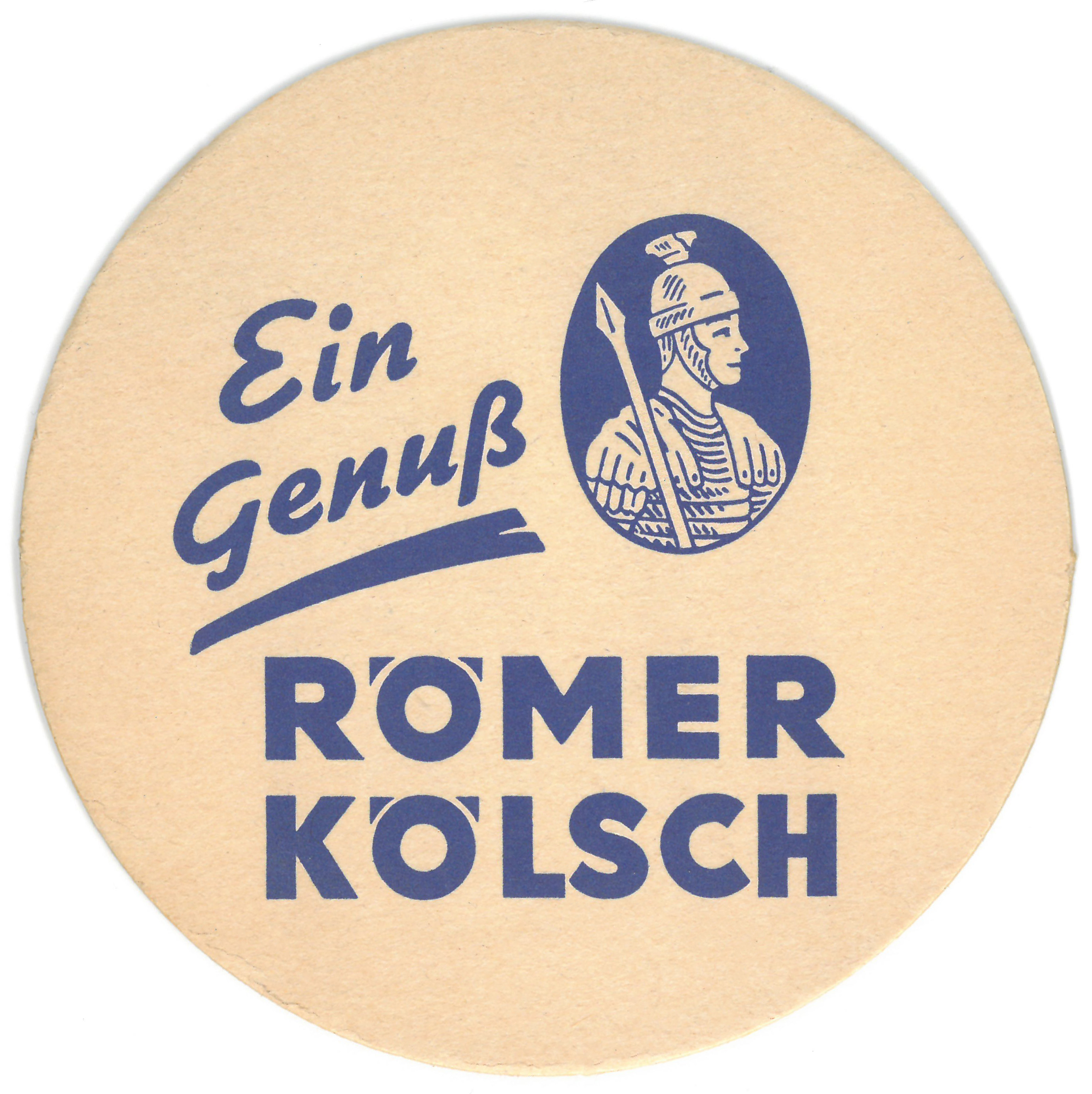
Bierdeckel, ca. 1984

Im Jahr 1986 war die Römerbrauerei eine von 24 Brauereien, die die Kölsch-Konvention unterzeichneten – eine freiwillige Vereinbarung zur Definition von „Kölsch“ als obergärigem, hellen, filtrierten Vollbier aus Köln und Umgebung. Als Unterzeichnerin trat die Römer-Brauerei Josef Roleff GmbH & Co. KG aus Bergheim-Thorr offiziell dem Schutz des Begriffes „Kölsch“ bei.

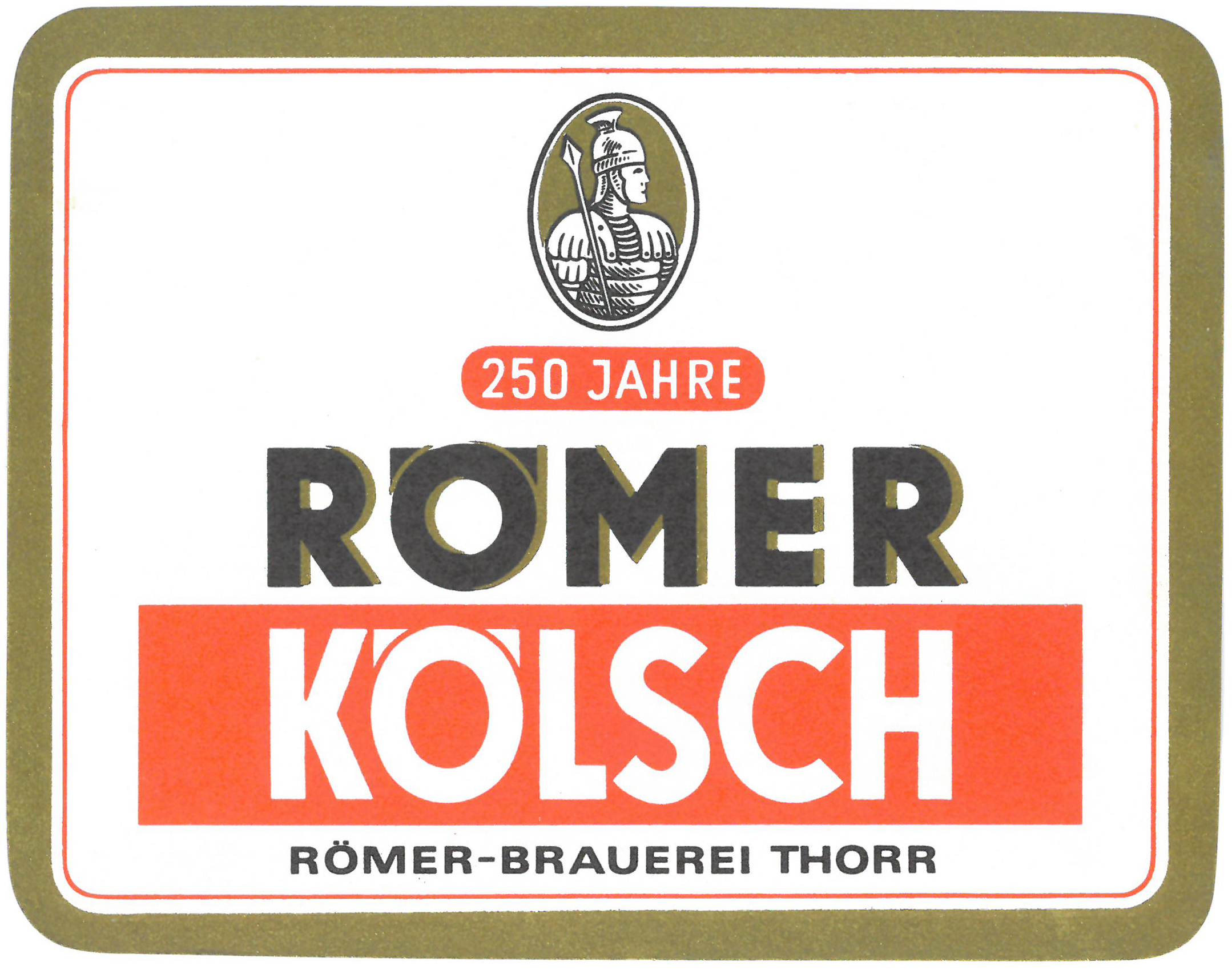
Original Flaschen-Etikett, ca. 1982

Ein erhaltenes Lieferantenbuch aus den Jahren 1908 bis 1912 dokumentiert detailliert die Abnehmerstruktur, die Absatzmengen und die Preisgestaltung jener Zeit. Es zeigt, dass das Bier der Römerbrauerei regelmäßig in zahlreiche Orte im Umland geliefert wurde. Zu den Hauptabnehmern zählten Gastwirte und Händler in den heutigen Ortsteilen von Bergheim (u. a. Thorr, Zieverich, Bergheim-Mitte, Quadrath, Ichendorf, Oberaußem, Niederaußem, Paffendorf, Ahe, Glesch und Kenten) sowie in Teilen von Elsdorf (z. B. Niederembt, Giesendorf, Heppendorf, Esch, Angelsdorf, Widdendorf, Grouven). Auch in der Umgebung von Bedburg (Garsdorf, Kirchherten) und Kerpen (Sindorf, Horrem, Manheim) wurde Römerbräu ausgeschenkt.

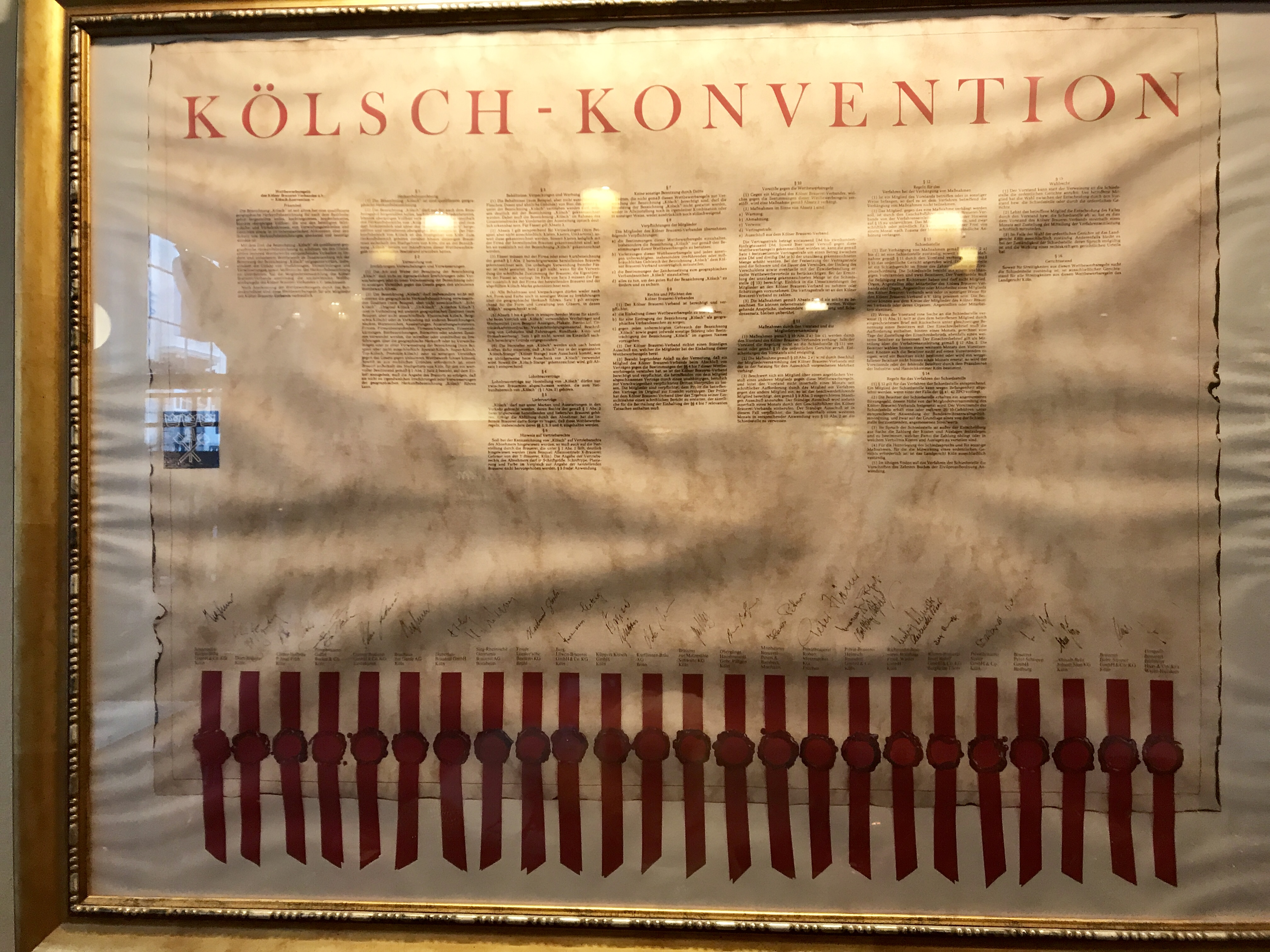
1986 unterzeichnete die Römerbrauerei die Kölsch-Konvention

Darüber hinaus verzeichnet das Register einzelne Fernlieferungen, etwa nach Köln, Düren, Steinstraß, Brauweiler, Königsdorf sowie nach Berlin und Egeln bei Magdeburg. Der Vertrieb erfolgte sowohl in Fässern als auch in Flaschen. Die Liste umfasst dabei nicht nur Gasthöfe, sondern auch Fleischereien und Lebensmittelläden – ein Hinweis auf die breite Akzeptanz der Marke.

### Technische Ausstattung und Brautechnik
Eine technische Zeichnung in der Bauakte der Stadt Bergheim aus dem Jahr 1978 dokumentiert den Einbau eines ölbeheizten, vollautomatischen Dampferzeugers vom Typ HENSCHEL HK 6/80 mit einer Dampfleistung von 740 kg/h. Dieser Kompaktkessel gehörte zu einer Baureihe von wasserrohrbefeuerten Hochleistungsdampferzeugern mit geringem Wasserinhalt, die für den Einsatz in der Lebensmittel- und Getränkeindustrie entwickelt worden waren. Sie zeichneten sich durch schnelle Aufheizzeiten, niedrigen Energieverbrauch und einfache Bedienung aus.
Zum dargestellten Aufbau gehörten unter anderem ein Dampfverteiler, ein Salzlösungsbehälter, ein Dosierbehälter sowie ein 1.000-Liter-Speisewasserbehälter mit den Abmessungen 1500 × 750 mm. Die Anlage war in einem Raum mit einer Grundfläche von 3,15 × 3,71 m untergebracht. Henschel-Dampferzeuger dieser Art waren in der späten Betriebszeit auch in anderen Branchen wie Molkereien, Wäschereien oder Konservenfabriken im Einsatz und galten als kompakt und wartungsarm. Der Einbau dieser Anlage zeigt, dass die Römerbrauerei noch kurz vor ihrer Schließung technisch modernisiert wurde.

## Zeitzeugnisse und historische Quellen
Ein Zeitungsbericht aus der Bergheimer Zeitung vom 16. August 1928 schildert eine Betriebsführung durch die Römerbrauerei. Der Bericht beschreibt die Produktionsschritte beim Bierbrauen – vom Malz bis zur Lagerung – sowie die Sauberkeit, technische Infrastruktur und die Wirkung der Anlage auf Besucher.